# 北サンボアンガ州

サンボアンガ・デル・ノルテ州の位置

北サンボアンガ州（きたサンボアンガしゅう）またはサンボアンガ・デル・ノルテ州（サンボアンガ・デル・ノルテしゅう、Province of Zamboanga del Norte）は、フィリピン南部のミンダナオ島西部、サンボアンガ半島の北側半分を占める州である。サンボアンガ半島地方（Zamboanga Peninsula, Region IX）に属し、半島の南側を南サンボアンガ州、サンボアンガ・シブガイ州、東側には北ミンダナオ地方（Northern Mindanao, Region X）の西ミサミス州と接している。海側はスールー海が広がっている。海を隔てた北にはネグロス島が浮かび、中部ビサヤ地方（Central Visayas, Region VII）の東ネグロス州と対峙している。
面積は6,618.0km2、人口は1,011,393人（2015年）、州都はディポログ（Dipolog）である。都市は他にもう一つ、ホセ・リサールの流刑地として有名なダピタン（Dapitan）がある。